# Tarbelos

Mapa de la Novempopulania.

Los tarbelos (en latín, Tarbelli) fueron un pueblo aquitano mencionado por César desde el río Adur hasta los Pirineos. Habitaban principalmente el País Vasco francés y las Landas. Su denominación de Tarbelli quattuorsignani (Tarbelles de los cuatro estandartes) parece indicar que eran una federación de cuatro tribus.
Estaban rodeados por los cocosates al norte, los barduetes al sur y los suburates de Soule al este.
Su capital fue (Aquae Tarbellicae), actual Dax. Orthez era la ciudad más oriental del territorio de los tarbelos. Además de Orthez había el pueblo de Castétarbe.
Algunos autores opinan que dentro de la raíz *tarv-/*tavr- está la palabra taur- ‘toro’.[cita requerida] Esta tesis es sostenida por los habitantes de Dax que defienden una tradición taurina, lo cual es muy discutido, ya que la palabra «toro» viene del latín taurus.
Es difícil no relacionar su nombre con el de la ciudad de Tarbes, pero esta ciudad pertenecía al pueblo de los bigerriones separados de los tarbelos por los Venarni (Bearne).